# (18196) Rowberry
(18196) Rowberry (2000 QY132) – planetoida z pasa głównego asteroid okrążająca Słońce w ciągu 3,48 lat w średniej odległości 2,29 j.a. Odkryta 26 sierpnia 2000 roku.